# Враний Врх
Враний Врх (словен. Vranji Vrh) — поселення в общині Шентиль, Подравський регіон‎, Словенія.